# Agora e Depois: O ABC do Anarquismo Comunista
Agora e Depois: O ABC do Anarquismo Comunista é uma introdução aos princípios do anarquismo e do comunismo anarquista escrita por Alexander Berkman. Foi publicada pela primeira vez em 1929 pela Vanguard Press, com o título What is Communist Anarchism? depois que partes foram publicadas no Freie Arbeiter Stimme em 1936 com o título Now and After: The ABC of Communist Anarchism. O livro foi reimpresso muitas vezes, sendo diversas com o título What Is Communist Anarchism? ou What Is Anarchism?. Devido apresentar à filosofia anarquista em uma linguagem simples o livro tornou-se uma das mais impressas introduções ao anarquismo. O anarquista Stuart Christie escreveu que a obra está "entre as melhores introduções as ideias do anarquismo no idioma inglês". O historiador Paul Avrich descreve-a  como "um clássico" e escreveu que é "a mais clara exposição ao anarcocomunismo em inglês ou em qualquer outra língua".